# Basilic de Roko
Le basilic de Roko est une expérience de pensée où une superintelligence artificielle par ailleurs bienveillante menace de punir toute personne qui avait connaissance de celle-ci et aurait pu contribuer à sa création mais ne l'a pas fait, et ce afin d'encourager sa création,. L'expérience de pensée trouve son origine dans un article publié en 2010 sur le forum LessWrong, un forum technique axé sur la rationalité, l'intelligence artificielle, la psychologie, et la philosophie,,. Dans la mythologie grecque, le basilic est une créature mythique capable de détruire ses ennemis avec son regard.
Bien que la théorie ait été initialement rejetée par de nombreux utilisateurs de LessWrong comme fondée que sur des conjectures ou des spéculations, le cofondateur de LessWrong, Eliezer Yudkowsky, a considéré qu'elle représentait un risque informationnel potentiel, et a interdit toute discussion sur le sujet pendant cinq ans,. Les rapports d'utilisateurs paniqués ont par la suite été jugés comme étant exagérés ou sans importance, et la théorie elle-même a été rejetée comme absurde, y compris par Yudkowsky lui-même,. Même après la discréditation du message, le basilic de Roko est toujours utilisé comme exemple de concepts tels que la probabilité bayésienne et la religion implicite. Il est également considéré comme une version simplifiée du pari de Pascal.
En février 2025, Jack « Ziz » LaSota, le gourou d'une secte se réclamant du Basilic de Roko, les Ziziens, est jugé aux États-Unis pour une série de meurtres et de manipulations psychologiques.